# Amenhotep III en trineo procesional
La estatua de Amenhotep III sobre un trineo procesional (n° de inventario, J 838) es una gran estatua egipcia de cuarcita roja representando al faraón Amenhotep III (1388/6–1350 a. C.) de la XVIII dinastía.

## Estatua de una estatua
Esta notable pieza fue descubierta casualmente en 1989 en el curso de unos trabajos ordinarios de consolidación en un patio en las ruinas del Templo de Luxor, en un gran escondrijo lleno de otras magníficas estatuas de divinidades y soberanos, de las cuales la representación de Amenhotep III, de tamaño algo mayor al natural, es una de las más preciosas. 
El faraón porta la Doble Corona del Alto y el Bajo Egipto, una gruesa barba trenzada postiza, sandalias, collar ancho, brazaletes, pulseras y un faldellín ceremonial particularmente sofisticado, plisado y con un delantal rematado por cobras solares; su rostro es casi infantil, aunque el cuerpo atlético es el de un hombre en la flor de la vida. Algunas partes no pulidas permaneciendo con su textura rugosa natural (el collar, los brazaletes y pulseras) probablemente estaban originalmente chapadas en oro. La pose rígida, con los brazos a lo largo del cuerpo y los puños cerrados y el pie izquierdo avanzado, es la convencional, pero la presencia de un trineo no tiene parangón en la iconografía escultural: el pilar dorsal y el basamento entre los pies y el trineo indican que no es una figura del soberano, sino de una estatua suya: se trataría por lo tanto de la reproducción de una estatua siendo transportada (verosímilmente en una procesión) sobre un trineo. 
El egiptólogo checo Jaromír Málek ha comentado:

"Una estatua que representa una estatua puede parecer un concepto absurdo pero no imposible en el arte egipcio, en el que muchas de las representaciones de deidades en relieves y pinturas no son más que representaciones de sus estatuas.

Sin embargo, es posible también que el trineo no sea más que el jeroglífico del nombre del dios solar Atum: la estatua sería, por lo tanto, un indicador de la creciente importancia del culto solar a lo largo del reinado de Amenhotep III, destinado a tener una cristalización revolucionaria (atonismo) con su sucesor Akenatón: la inscripción sobre el pilar trasero compara al faraón con el dios Atón mismo. No obstante, la estatua sufrió la iconoclasia del henoteísta Akenatón y el nombre del dios Amón, también presente, fue borrado y nunca más restaurado: es por lo tanto posible que la obra hubiera sido enterrada y olvidada al final de la época amarniana.   

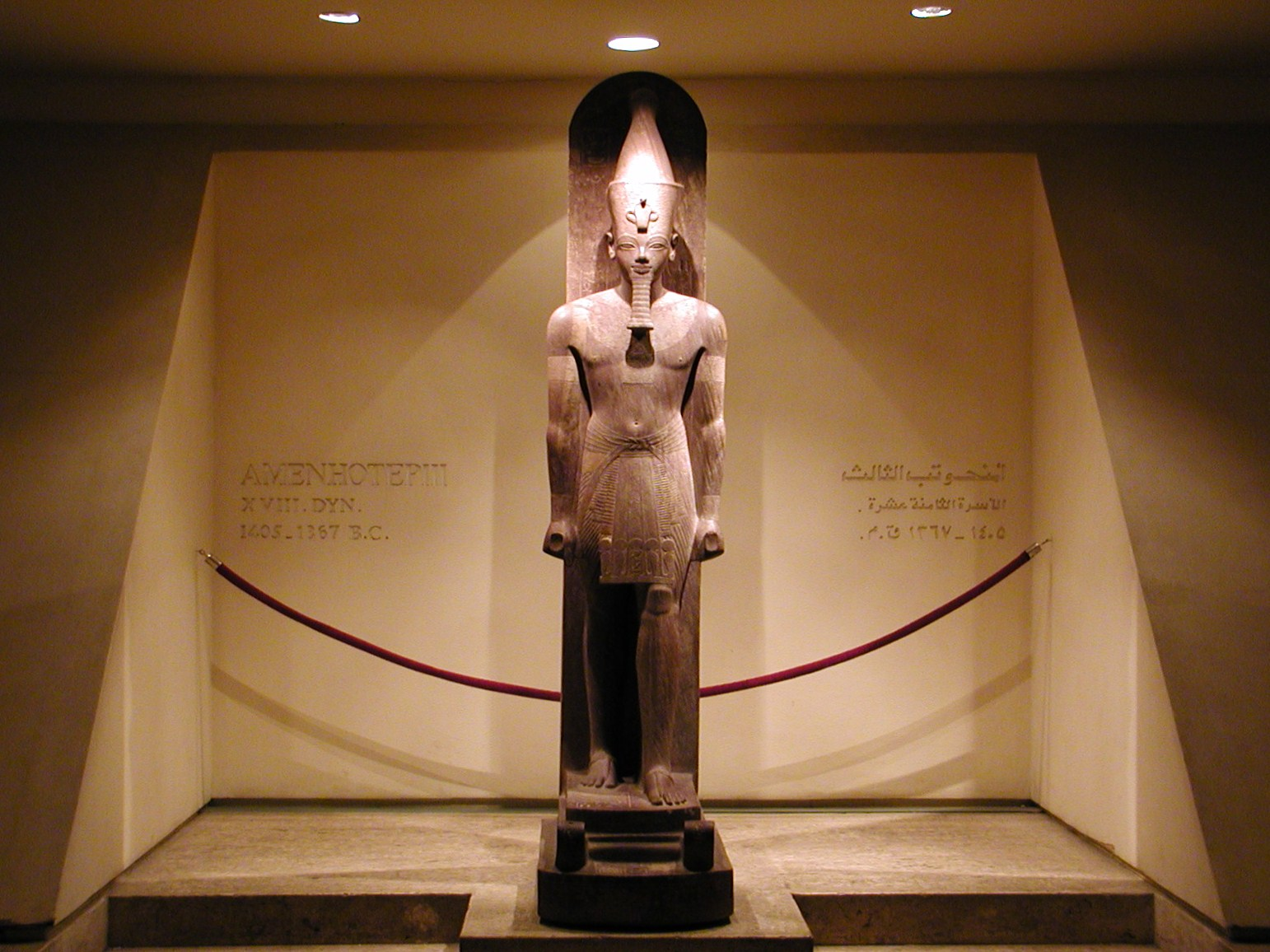
La estatua de Amenhotep III, actualmente exhibida en el Museo de Luxor.